# Storia della Nuova Inghilterra
La Nuova Inghilterra è una regione degli Stati Uniti d'America, convenzionalmente formata da sei stati della costa nordorientale del paese, sull'oceano Atlantico: Maine, New Hampshire, Massachusetts, Vermont, Connecticut e Rhode Island.
È stata la prima regione statunitense a definire una propria identità. Originariamente abitata da popolazioni native, all'inizio del XVII secolo iniziò a ricevere i Padri Pellegrini, soprattutto appartenenti a minoranze religiose inglesi, che fuggivano dalle persecuzioni religiose in Europa. Nel XVIII secolo, quelle della Nuova Inghilterra furono le prime colonie britanniche nel Nordamerica a elaborare progetti per l'indipendenza dalla Corona, anche se la regione si opporrà alla guerra del 1812 contro la Gran Bretagna. Nel corso del XIX secolo, la Nuova Inghilterra giocherà un ruolo basilare nell'abolizione della schiavitù negli Stati Uniti, sarà la culla della letteratura e della filosofia americana e il primo luogo nel Nordamerica in cui si manifesteranno gli effetti della Rivoluzione industriale.

## I nativi
I territori ora denominati New England furono per lungo tempo abitati da popolazioni native di lingua Algonquina, tra cui gli Abenaki, i Penobscot, i Wampanoag. Nel corso dei secoli XV e XVI, esploratori europei come Giovanni da Verrazzano, Jacques Cartier e Giovanni Caboto (anglicizzato in John Cabot) disegnarono le prime mappe della costa. Costoro chiamarono la regione Norumbega dal nome di una leggendaria città indigena che si credeva sorgesse nei pressi.

## Primi insediamenti europei (1615-1620)

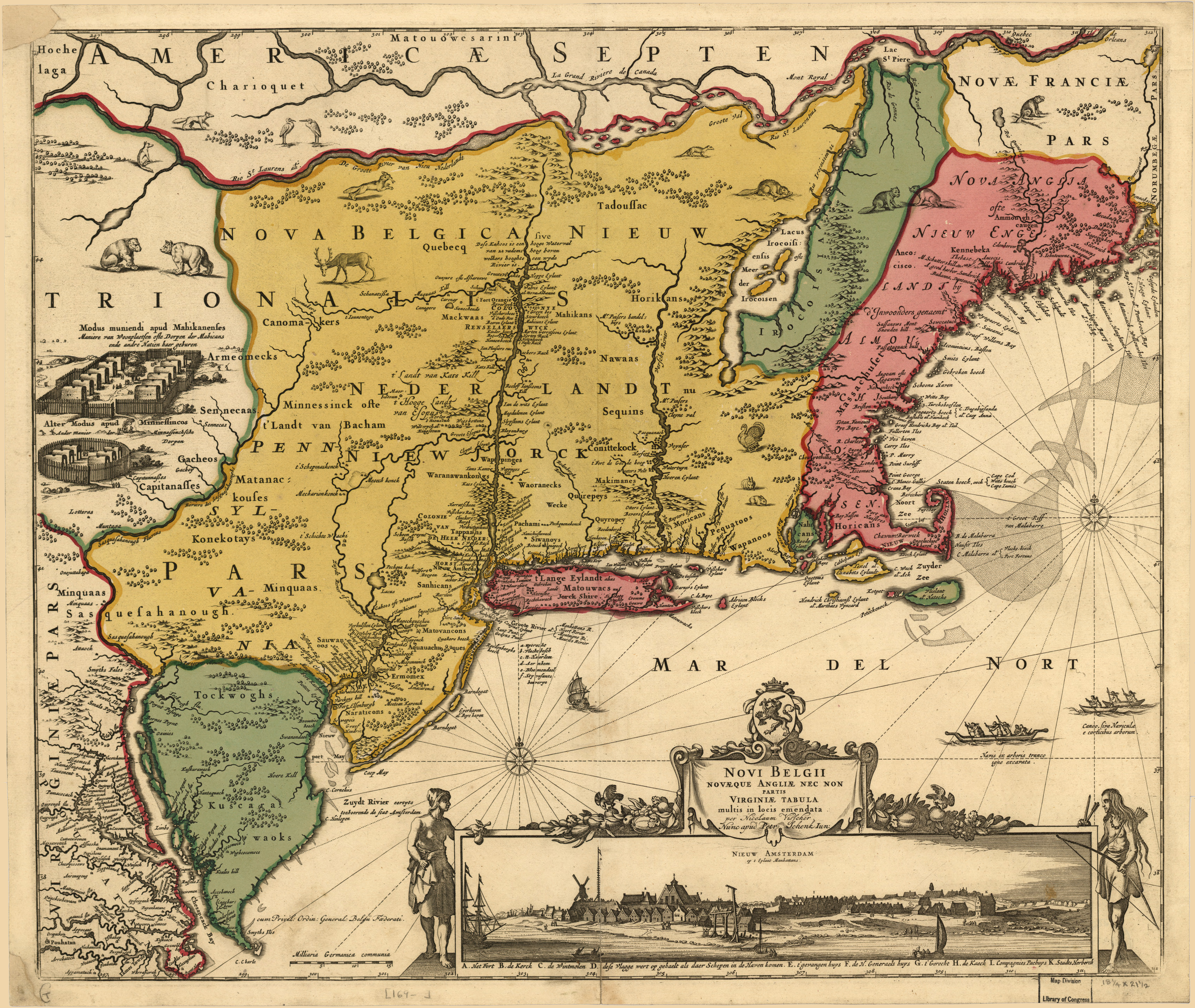
Una mappa del XVII secolo mostra il New England, da Cape Cod alla Nuova Francia.

Il 10 aprile 1606, il re d'Inghilterra Giacomo I riconobbe le Virginia Companies di Londra e Plymouth. La seconda ebbe in concessione terre che ora sono nella parte settentrionale del Maine.
La Compagnia olandese dei Nuovi Paesi Bassi cominciò a gettare le basi dell'omonima colonia nel 1615, fondando punti di scambio sul fiume Hudson, vicino all'odierna Albany.
La regione fu chiamata "New England" dal capitano John Smith, che esplorò le sue coste nel 1614.

## Dal 1620 al 1643
Il nome "New England" ebbe il primo riconoscimento ufficiale il 3 novembre 1620, quando l'autorizzazione per la Virginia Company of Plymouth fu sostituita da un altro royal charter, a favore del Plymouth Council for New England, una società per azioni fondata per colonizzare e governare la regione. Il 3 marzo 1636, una nuova regia patente eresse la Colonia del Connecticut, che da allora ebbe un governo proprio. Il Vermont non era ancora stato colonizzato, mentre i territori del New Hampshire e del Maine erano governati dal Massachusetts. La colonia più antica, quella di Plymouth, sarebbe infine stata assorbita dal Massachusetts e quella di New Haven dal Connecticut.

## La Confederazione della Nuova Inghilterra
Nel 1643, le colonie di Massachusetts Bay, Plymouth, New Haven e Connecticut si unirono, formando la Confederazione della Nuova Inghilterra (nome ufficiale "The United Colonies of New England"). La confederazione aveva come scopo principale quello di coordinare la comune difesa nel caso di guerra contro le popolazioni native, gli olandesi dei Nuovi Paesi Bassi ad ovest, gli spagnoli della Nuova Spagna a sud e i francesi della Nuova Francia a nord, oltre ad assistere i confederati nella cattura degli schiavi fuggiti.
L'organo direttivo della confederazione era composto da due delegati per ciascuna delle quattro colonie. Ogni risoluzione doveva essere approvata da sei voti. Il direttivo si riuniva una volta all'anno, ma se necessario, potevano tenersi riunioni straordinarie. Ogni colonia, peraltro, manteneva le proprie istituzioni di governo. La guerra di Re Filippo (dal nome dato dagli inglesi ad uno dei più importanti capi avversari, Metacomet, svoltasi dal 1675 al 1676), la più sanguinosa delle guerre indiane durante il primo periodo coloniale, ebbe un effetto devastante sulla zona meridionale della Nuova Inghilterra, ma in effetti limitò l'influenza delle tribù native che avevano preso parte alla rivolta. Le tensioni portate dalla guerra determinarono comunque anche una perdita di potere della Confederazione stessa.
Re Carlo II, preso il potere nel 1661 dopo la Rivoluzione inglese, il 12 marzo 1663 arbitrariamente concesse al fratello, il Duca di York e futuro re Giacomo II, un'enorme zona del Nordamerica. La concessione comprendeva tutti i territori tra il fiume Connecticut e il fiume Delaware, Long Island, Martha's Vineyard, Nantucket e la zona tra il Kennebec River e il St. Croix River, estendendosi poi nell'entroterra fino al San Lorenzo. Non solo quindi si confiscava la colonia olandese a New York, ma si includeva nella cessione pure molte terre colonizzate a Long Island, nel Connecticut, una gran parte dell'odierno Maine (allora amministrato dal Massachusetts) e una zona del Quebec.
Nel 1686, re Giacomo II, preoccupato per la sempre maggiore indipendenza che le colonie riuscivano ad assicurarsi, decise di istituire Dominion of New England, un'entità amministrativa che comprendeva tutte le colonie della Nuova Inghilterra. Due anni dopo, si aggiunsero le province di New York (Nuova Amsterdam) e del New Jersey, conquistate agli olandesi. L'unione, imposta dall'alto, fu molto impopolare tra i coloni.

## Dopo laGlorious Revolution
Dopo la Gloriosa Rivoluzione del 1689, il Dominion cessò di esistere e i charters delle colonie vennero modificati in maniera significativa, con la nomina di un Governatore Reale praticamente in ognuna di esse. Venne così in essere una certa tensione tra i governatori di nomina regia (e i loro funzionari) e gli organi di autogoverno eletti dai coloni. In sintesi, i governatori cercavano di espandere i loro poteri, anche in maniera arbitraria, mentre i vari organi locali cercavano di resistere come meglio potevano. In molti casi, i governi delle città continuarono ad operare come avevano sempre fatto prima che apparisse la figura del governatore regio, tentando di ignorarne, per quanto possibile, i poteri. Questa tensione infine portò alla Rivoluzione Americana.

## La Rivoluzione
Le colonie nel 1776 si dichiararono stati indipendenti, parte di un'unione più grande, ma non ancora federalista, gli Stati Uniti d'America.
Già nei primi anni della storia statunitense, la Nuova Inghilterra venne considerato una regione distinta dal resto del paese. Durante la guerra del 1812 vi fu un piccolo movimento favorevole alla secessione dagli Stati Uniti, in quanto i mercanti della Nuova Inghilterra si opponevano alla guerra contro il loro maggiore partner commerciale, la Gran Bretagna.
A parte la provincia canadese della Nuova Scozia, la Nuova Inghilterra è l'unica regione del Nordamerica ad aver preso il nome di un regno delle Isole Britanniche. La Nuova Inghilterra ha largamente preservato il suo carattere regionale, soprattutto nei suoi luoghi storici. Il suo nome è un ricordo del passato, dal momento che la gran parte degli americani di origine inglese è migrata più a ovest.